# ایزرائیل ارناندز
ایزرائیل ارناندز (اسپانیایی: Israel Hernández‎؛ زادهٔ ۷ ژانویه ۱۹۷۰) جودوکار اهل کوبا بود.
وی در مسابقات کشوری و بین‌المللی در مجموع برندهٔ ۱ مدال نقره، ۴ مدال برنز شده‌است.